# Campeonato Europeo de Hockey sobre Hierba Femenino de 2019
El XIV Campeonato Europeo de Hockey sobre Hierba Femenino se celebró en Amberes (Bélgica) entre el 17 y el 25 de agosto de 2019 bajo la denominación EuroHockey Masculino 2019. El evento fue organizado por la Federación Europea de Hockey sobre Hierba (EHF) y la Real Asociación Belga de Hockey sobre Hierba. Paralelamente se celebró el XVII Campeonato Europeo de Hockey sobre Hierba Masculino.
Los partidos se realizaron en las instalaciones del Centro Deportivo Wilrijkse Plein de la ciudad belga.
Un total de ocho selecciones nacionales afiliadas a la EHF compitieron por el título de campeón europeo, cuyo anterior portador es el equipo de los Países Bajos, vencedor del EuroHockey 2017. 
La selección de los Países Bajos se adjudicó la medalla de oro al derrotar en la final al equipo de Alemania con un marcador de 2-0. En el partido por el tercer puesto el conjunto de España venció al de Inglaterra.

## Grupos
| Grupo A      | Grupo B     |
| ------------ | ----------- |
| Países Bajos | Inglaterra  |
| España       | Alemania    |
| Bélgica      | Irlanda     |
| Rusia        | Bielorrusia |

## Fase preliminar
- Todos los partidos en la hora local de Amberes (UTC+2).

### Grupo A
| Equipo       | J | G | E | P | GF | GC | DG  | PTS |
| ------------ | - | - | - | - | -- | -- | --- | --- |
| España       | 3 | 2 | 1 | 0 | 3  | 1  | +2  | 7   |
| Países Bajos | 3 | 1 | 2 | 0 | 16 | 2  | +14 | 5   |
| Bélgica      | 3 | 1 | 1 | 1 | 5  | 3  | +2  | 4   |
| Rusia        | 3 | 0 | 0 | 3 | 1  | 19 | -18 | 0   |

- Resultados

| Fecha | Hora  | Partido      | Partido | Partido      | Resultado |
| ----- | ----- | ------------ | ------- | ------------ | --------- |
| 17.08 | 18:00 | España       | -       | Rusia        | 1-0       |
| 17.08 | 20:30 | Países Bajos | -       | Bélgica      | 1-1       |
| 19.08 | 18:00 | España       | -       | Países Bajos | 1-1       |
| 19.08 | 20:30 | Bélgica      | -       | Rusia        | 4-1       |
| 21.08 | 18:00 | Países Bajos | -       | Rusia        | 14-0      |
| 21.08 | 20:30 | Bélgica      | -       | España       | 0-1       |

### Grupo B
| Equipo      | J | G | E | P | GF | GC | DG  | PTS |
| ----------- | - | - | - | - | -- | -- | --- | --- |
| Inglaterra  | 3 | 2 | 1 | 0 | 7  | 5  | +2  | 7   |
| Alemania    | 3 | 1 | 2 | 0 | 15 | 2  | +13 | 5   |
| Irlanda     | 3 | 1 | 1 | 1 | 13 | 3  | +10 | 4   |
| Bielorrusia | 3 | 0 | 0 | 3 | 3  | 28 | -25 | 0   |

- Resultados

| Fecha | Hora  | Partido    | Partido | Partido     | Resultado |
| ----- | ----- | ---------- | ------- | ----------- | --------- |
| 18.08 | 09:00 | Alemania   | -       | Bielorrusia | 13-0      |
| 18.08 | 11:15 | Inglaterra | -       | Irlanda     | 2-1       |
| 19.08 | 13:30 | Alemania   | -       | Inglaterra  | 1-1       |
| 19.08 | 15:45 | Irlanda    | -       | Bielorrusia | 11-0      |
| 21.08 | 10:00 | Inglaterra | -       | Bielorrusia | 4-3       |
| 21.08 | 12:15 | Irlanda    | -       | Alemania    | 1-1       |

## Fase final
- Todos los partidos en la hora local de Amberes (UTC+2).

|  | Semifinales  | Semifinales  |   |        | Final        | Final        |  |
|  | 23 de agosto | 23 de agosto |   |        | 25 de agosto | 25 de agosto |  |
|  |              |              |   |        |              |              |  |
|  |              |              |   |        |              |              |  |
|  | España       | 2            |   |        |              |              |  |
|  | Alemania     | 3            |   |        |              |              |  |
|  |              |              |   |        |              |              |  |
|  |              |              |   |        |              |              |  |
|  |              |              |   |        | Alemania     | 0            |  |
|  |              | Países Bajos | 2 |        |              |              |  |
|  |              |              |   |        |              |              |  |
|  |              |              |   |        |              |              |  |
|  |              |              |   |        | Tercer lugar |              |  |
|  |              |              |   |        |              |              |  |
|  | Inglaterra   | 0            |   | España | 1 (3)        |              |  |
|  | Países Bajos | 8            |   |        | Inglaterra   | 1 (2)        |  |

### Semifinales
| Fecha | Hora  | Partido    | Partido | Partido      | Resultado |
| ----- | ----- | ---------- | ------- | ------------ | --------- |
| 23.08 | 18:00 | Inglaterra | -       | Países Bajos | 0-8       |
| 23.08 | 20:30 | España     | -       | Alemania     | 2-3       |

### Tercer lugar
| Fecha | Hora  | Partido | Partido | Partido    | Resultado     |
| ----- | ----- | ------- | ------- | ---------- | ------------- |
| 25.08 | 18:00 | España  | -       | Inglaterra | 1-1 pen (3-2) |

### Final
| Fecha | Hora  | Partido  | Partido | Partido      | Resultado |
| ----- | ----- | -------- | ------- | ------------ | --------- |
| 25.08 | 20:30 | Alemania | -       | Países Bajos | 0-2       |

### Grupo C – clasificación del 5.º al 8.º lugar
| Equipo      | J | G | E | P | GF | GC | DG  | PTS |
| ----------- | - | - | - | - | -- | -- | --- | --- |
| Irlanda     | 3 | 3 | 0 | 0 | 16 | 3  | +13 | 9   |
| Bélgica     | 3 | 2 | 0 | 1 | 8  | 4  | +4  | 6   |
| Rusia       | 3 | 1 | 0 | 2 | 8  | 7  | +1  | 3   |
| Bielorrusia | 3 | 0 | 0 | 3 | 1  | 19 | -18 | 0   |

- Resultados

| Fecha | Hora  | Partido | Partido | Partido     | Resultado |
| ----- | ----- | ------- | ------- | ----------- | --------- |
| 23.08 | 13:30 | Rusia   | -       | Bielorrusia | 5-0       |
| 23.08 | 15:45 | Bélgica | -       | Irlanda     | 1-2       |
| 25.08 | 13:30 | Bélgica | -       | Bielorrusia | 3-1       |
| 25.08 | 15:45 | Irlanda | -       | Rusia       | 3-2       |

## Medallero
| Países Bajos | Alemania | España |
| Ireen van den Assem Margot van Geffen Eva de Goede Kelly Jonker Marloes Keetels Josine Koning Sanne Koolen Laurien Leurink Caia van Maasakker Frédérique Matla Laura Nunnink Malou Pheninckx Lauren Stam Marijn Veen Maria Verschoor Xan de Waard Lidewij Welten | Hannah Gablać Hanna Granitzki Elisa Gräve Rebecca Grote Franzisca Hauke Kira Horn Viktoria Huse Nathalie Kubalski Nike Lorenz Pia Maertens Lena Micheel Janne Müller-Wieland Selin Oruz Cécile Pieper Anne Schröder Julia Sonntag Amelie Wortmann Sonja Zimmermann | Berta Bonastre Carmen Cano Begoña García Grau Melanie García Cristina Guinea Belén Iglesias Lucía Jiménez Vicente María López García Georgina Oliva Isern Beatriz Pérez Lagunas Carlota Petchamé Julia Pons Lola Riera María de los Ángeles Ruiz Marta Segú Alejandra Torres-Quevedo María Tost Clara Ycart |
| Alyson Annan (seleccionador) | Xavier Reckinger (seleccionador) | Adrian Lock (seleccionador) |

## Clasificación general
| 1. Países Bajos JO |
| 2. Alemania        |
| 3. España          |
| 4. Inglaterra      |
| 5. Irlanda         |
| 6. Bélgica         |
| 7. Rusia           |
| 8. Bielorrusia     |